# Gherardo Bueri
Gherardo Bueri (* 1393 in Florenz; † 1449 in Lübeck) war ein Kaufmann und Bankier des 15. Jahrhunderts, der in der Hansestadt Lübeck tätig war.

## Biografie
Die Hansestädte an der Ostsee fanden im Spätmittelalter wegen des religiösen Zinsverbots nur schwer Anschluss an das Bankensystem, das die Italiener über die internationalen Handelsplätze (Brügge, Venedig, Barcelona, London, Genf usw.) entwickelt hatten. Das fast vollständige Fehlen von Banken in Deutschland, die in dieses Netzwerk eingebunden waren, ist es, was die Person Gherardo di Nicola Bueris für die Wirtschaftsgeschichte Lübecks und der Hanse heraushebt.
Bueri kam von Venedig nach Lübeck, wo er um 1407 als Angestellter der Medici-Niederlassung erwähnt wird. Deswegen wurde er auch Gerhard de Wale, also der Welsche genannt. Die in der Literatur behauptete Tätigkeit Bueris in Brügge beruht auf der Verwechslung mit einem Kaufmann namens de Buur.
Bueri, ein enger Verwandter der Medici, gründete um das Jahr 1410 gemeinsam mit Ludovico Baglioni aus Perugia in Lübeck eine Bank. Offensichtlich hatte Giovanni di Bicci de’ Medici  einen direkten Einfluss auf dieses Unternehmen. Etwas später heiratete er die Tochter eines Lübecker Bürgermeisters und erwarb im Jahr 1428 auch das Bürgerrecht Lübecks. Er war Eigentümer des Grundstücks Aegidienstraße 22.
Die Bank entwickelte sich aufgrund der guten Geschäftsverbindungen mit dem Bankhaus der Medici und zum Heiligen Stuhl gut, litt aber unter den wechselhaften Beziehungen zwischen Deutschland und dem Papsttum während des Schismas von Felix V. Daneben wurden auch Warengeschäfte getätigt, unter anderem mit Rosenkränzen aus Bernstein und Fellen aus Russland. Zentraler Umschlagplatz all seiner Geschäfte war Venedig. Die Aktivitäten erstreckten sich neben den italienischen Bank- und Handelsplätzen auf Basel und Brügge. Die Bank war damit binnen kurzem für den Handel der Städte von Lüneburg über Lübeck bis nach Danzig und deren Kaufleute als Zahlstelle und Kreditgeber von nicht unerheblicher Bedeutung.
Die Bank wurde nach Bueris Tod 1449 von Benedict Stefani aus Lucca als Beauftragtem Cosimos von Medici und seiner Banca dei Medici als Gläubigerin liquidiert. Fortgesetzt wurde seine wirtschaftliche Aktivität bis 1472 durch seinen ehemaligen Angestellten Francesco di Filippo Rucellai. Dieser arbeitete jedoch nicht mehr als Korrespondent der Medici-Bank in Lübeck, sondern arbeitete mit dem in Rom tätigen Tommaso Spinelli zusammen. Versuche von Lübecker Bürgern, unter Führung von Bürgermeister Hinrich Castorp unter eigenem finanziellen Engagement mit Godeman van Buren einen Nachfolger zu installieren, scheiterten mit der Insolvenz van Burens 1472. Danach führten oberdeutsche Kaufleute, wie die aus Nürnberg kommenden Brüder Mulich diese Finanzgeschäfte vom Platz Nürnberg aus fort. Ab 1619 übernahm die Hamburger Bank diese internationale Zahlungs- und Verrechnungsstellenfunktion für die nordostdeutschen Hansestädte bis zur Gründung der Reichsbank (1875).